# جزيرة باتيلوران الشرقية
جزيرة باتيلوران الشرقية وهي جزيرة من جزر إندونيسيا، وتقع بولاو سيريبو في إقليم جاكارتا.